# باغ ملی نیشابور
باغ ملی نیشابور (همچنین شناخته شده به: باغمّلی در گویش نیشابوری) یکی از باغ‌های (بوستان) اصلی و تاریخی شهر نیشابور می‌باشد. در جبهه شمالی این باغ ستون‌های باغ ملی نیشابور قرار دارند که یکی از آثار ثبت شده ملی ایران واقع در این بوستان می‌باشند. در جبهه جنوبی این بوستان ساختمان اصلی شورای اسلامی شهر نیشابور و کانون پرورش فکری کودکان و نوجوانان نیشابور واقع است که مربوط به دوره پهلوی می‌باشد.
این بوستان به دلیل واقع بودن در مرکز شهر نیشابور (منطقه ۲ شهرداری) یکی از نقاط اصلی گردشگری شهر نیشابور نیز می‌باشد. باغ شناخته شده دیگری به نام باغ امین اسلامی نیز در روبروی جبهه شمالی این باغ قرار دارد.

## ستون‌ها و سردر باغ ملی نیشابور
ستون‌ها و سردر باغ ملی نیشابور در جبهه شمالی این بوستان (خیابان امام) قرار دارند. این ستون‌ها در اوایل دهه شصت شمسی و توسط محمدقاسم اخویان آجرتراش نیشابوری ساخته شد.

## نگارخانه

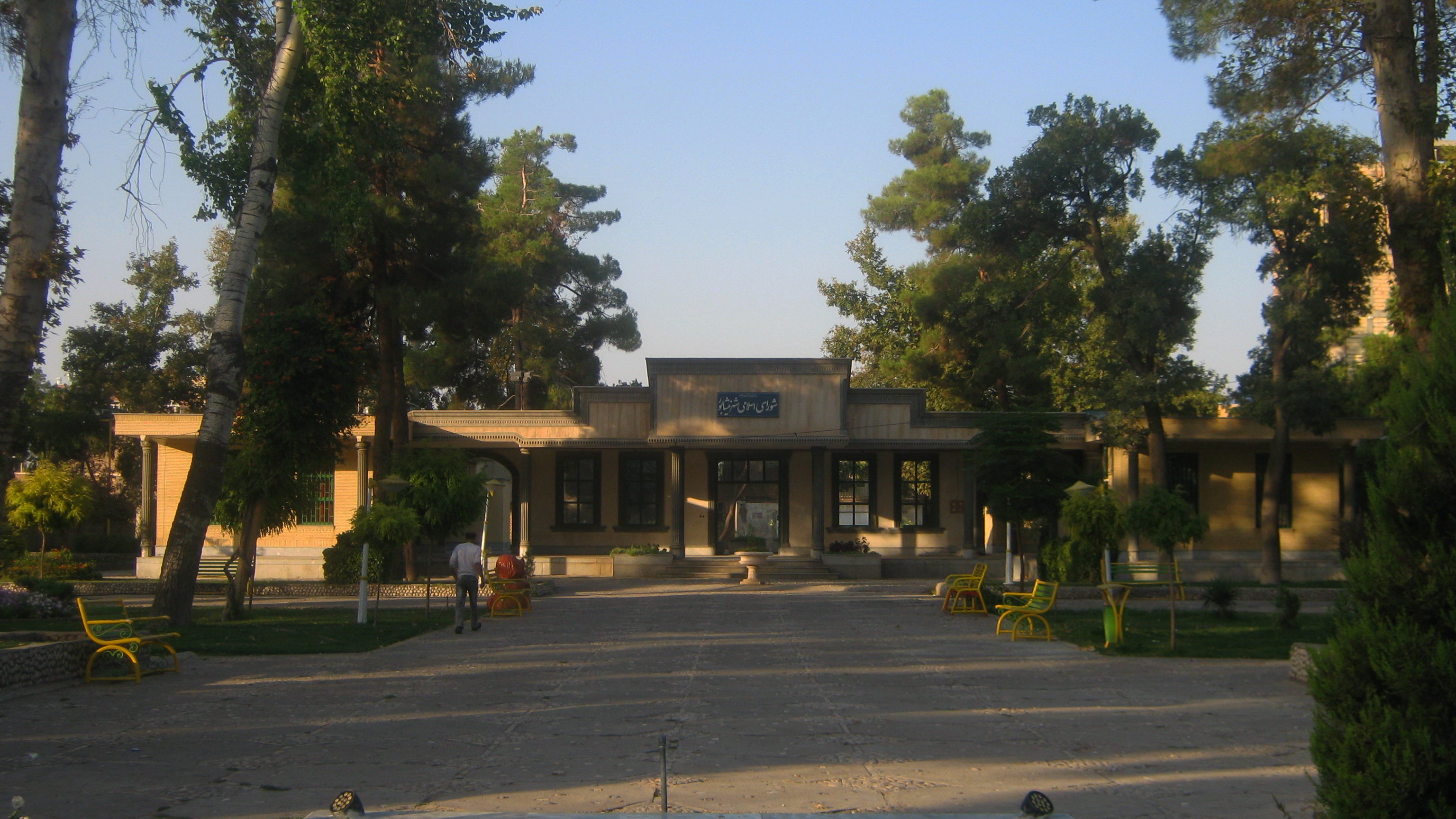
۲۰۱۳ میلادی
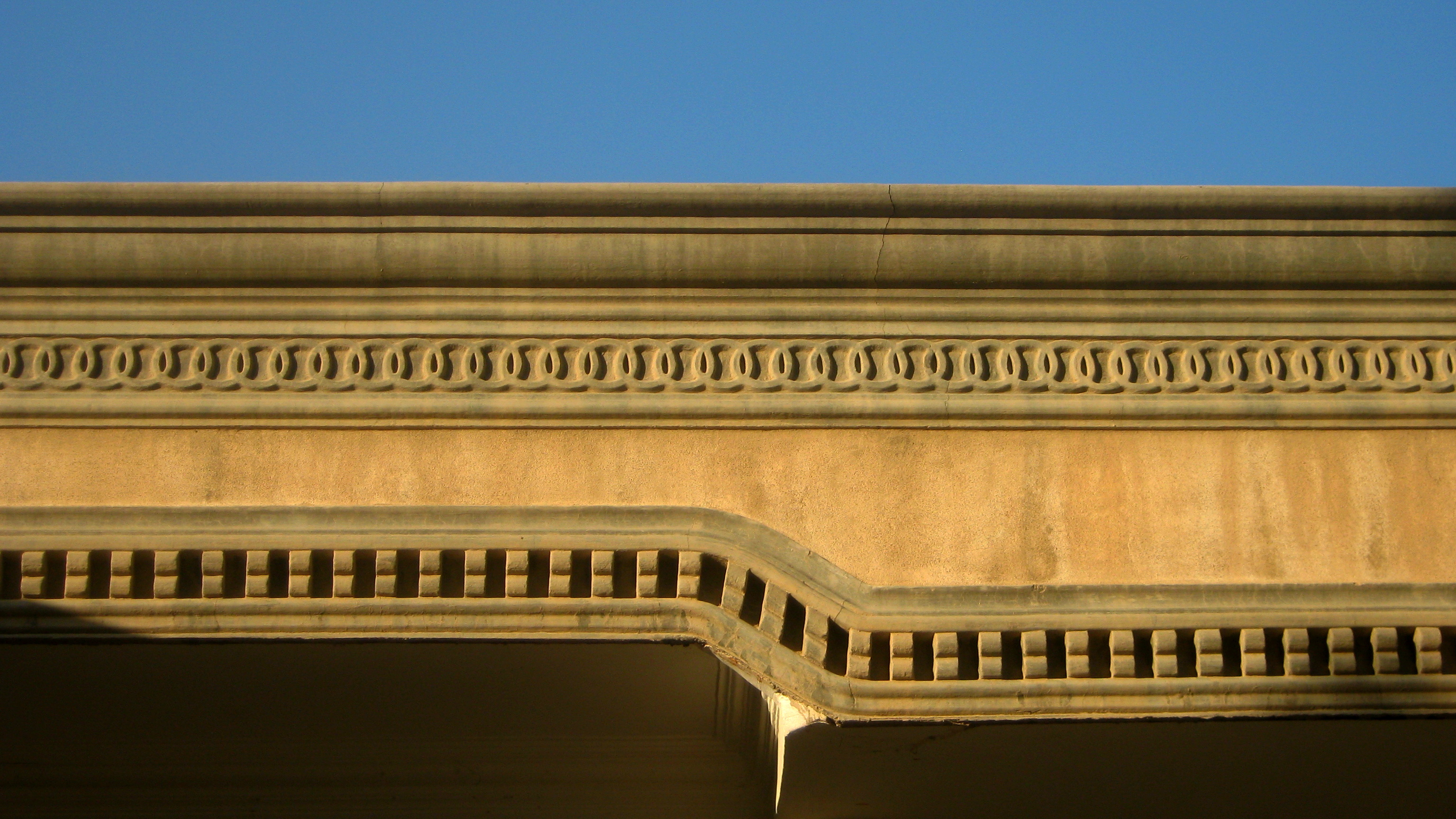
۲۰۱۳ میلادی
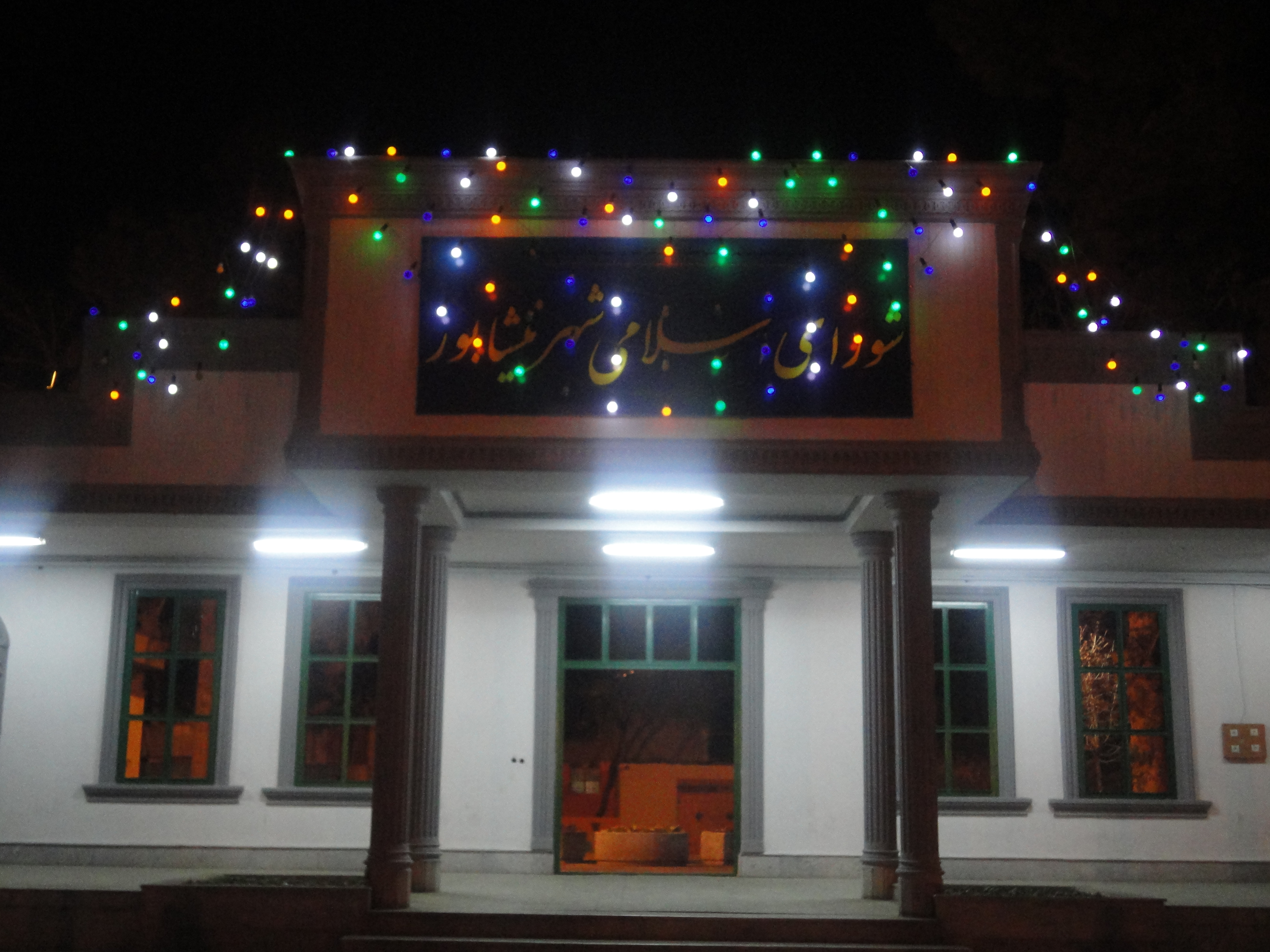
۲۰۱۴ میلادی
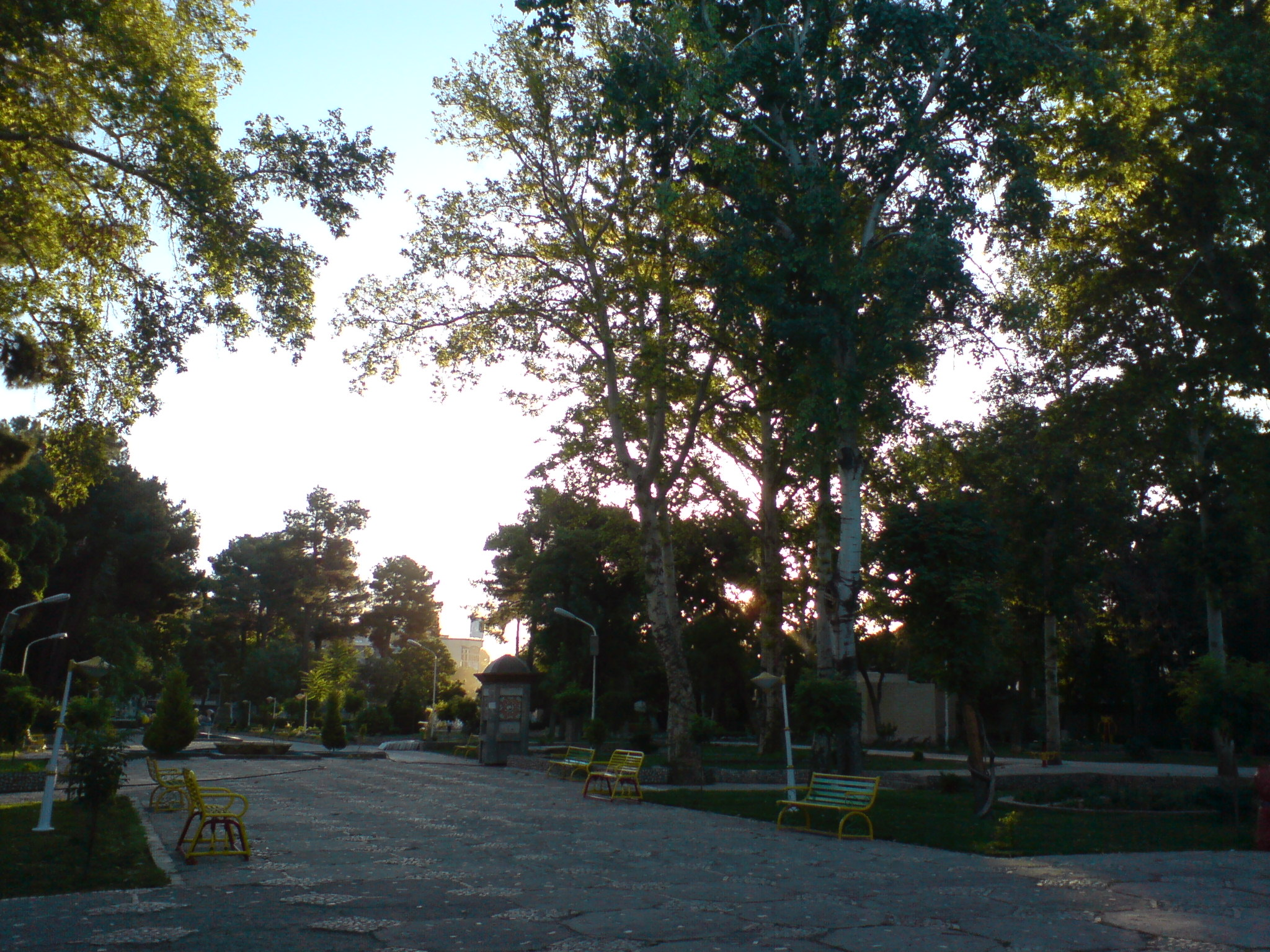
۲۰۱۲ میلادی
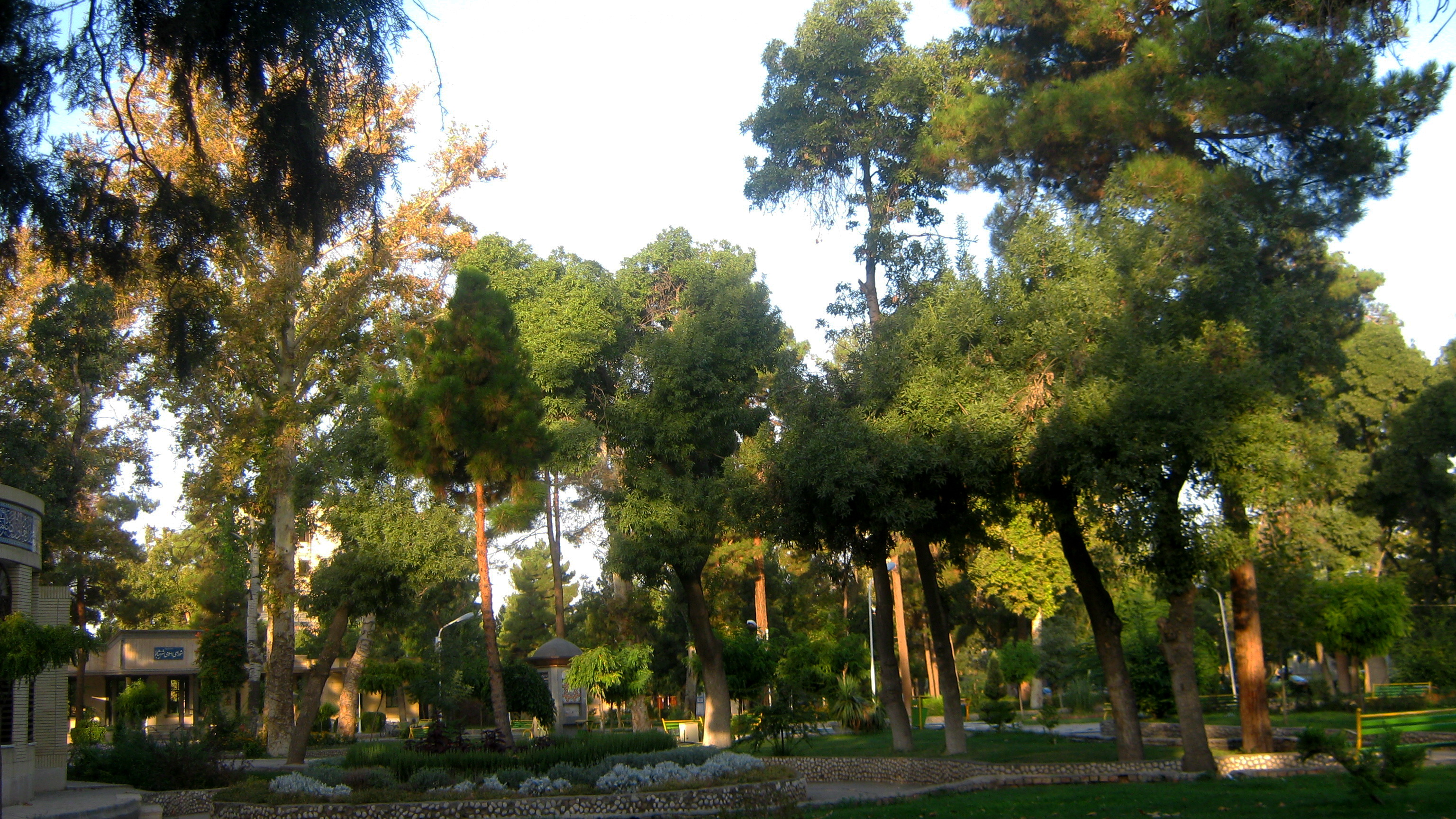
۲۰۱۳ میلادی
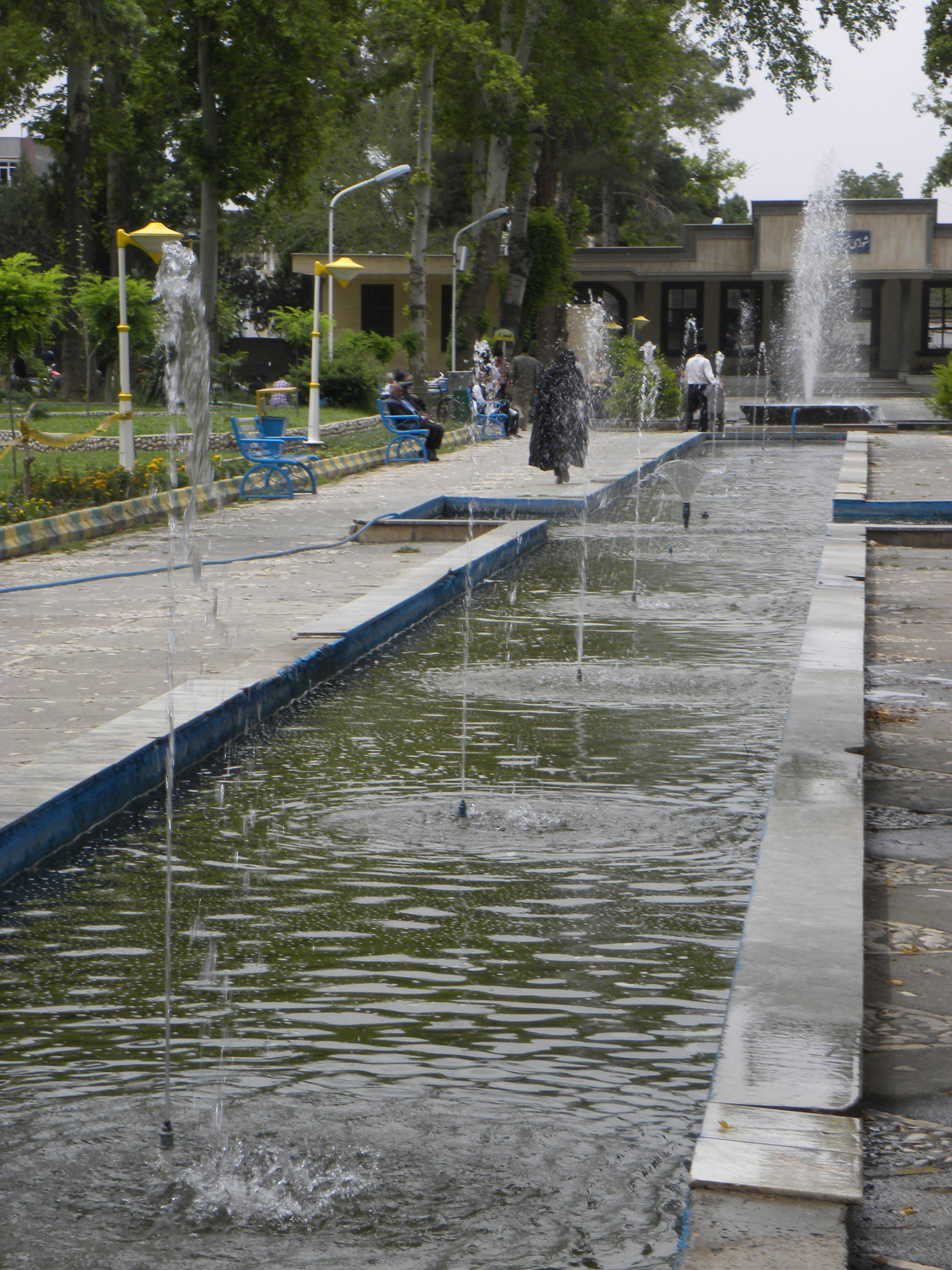
۲۰۰۹ میلادی
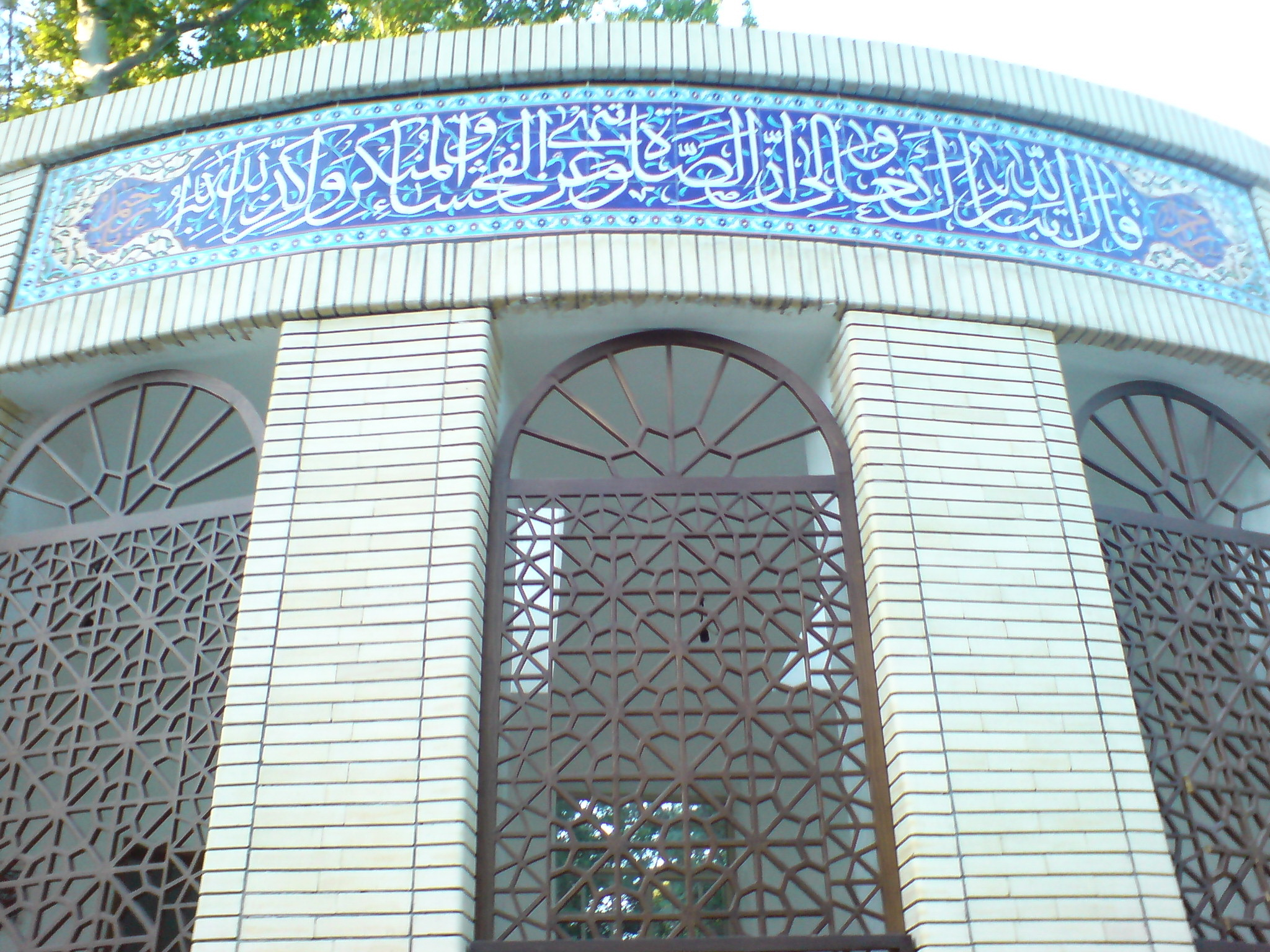
۲۰۱۲ میلادی